# Cholitas escaladoras
Las cholitas escaladoras de Bolivia son un grupo de mujeres aymaras escaladoras conformado en 2015 que con sus vestidos típicos escalan distintas montañas de América Latina y el mundo. El 23 de enero de 2019 hicieron cumbre en el Aconcagua, siendo las primeras mujeres aymaras en lograrlo.  Dora Magueño Machaca, Ana Lía Gonzales Magueño, Cecilia Llusco Alaña, Lidia Huayllas Estrada y Elena Quispe Tincuta fueron quienes llegaron a la cima.

## Historia

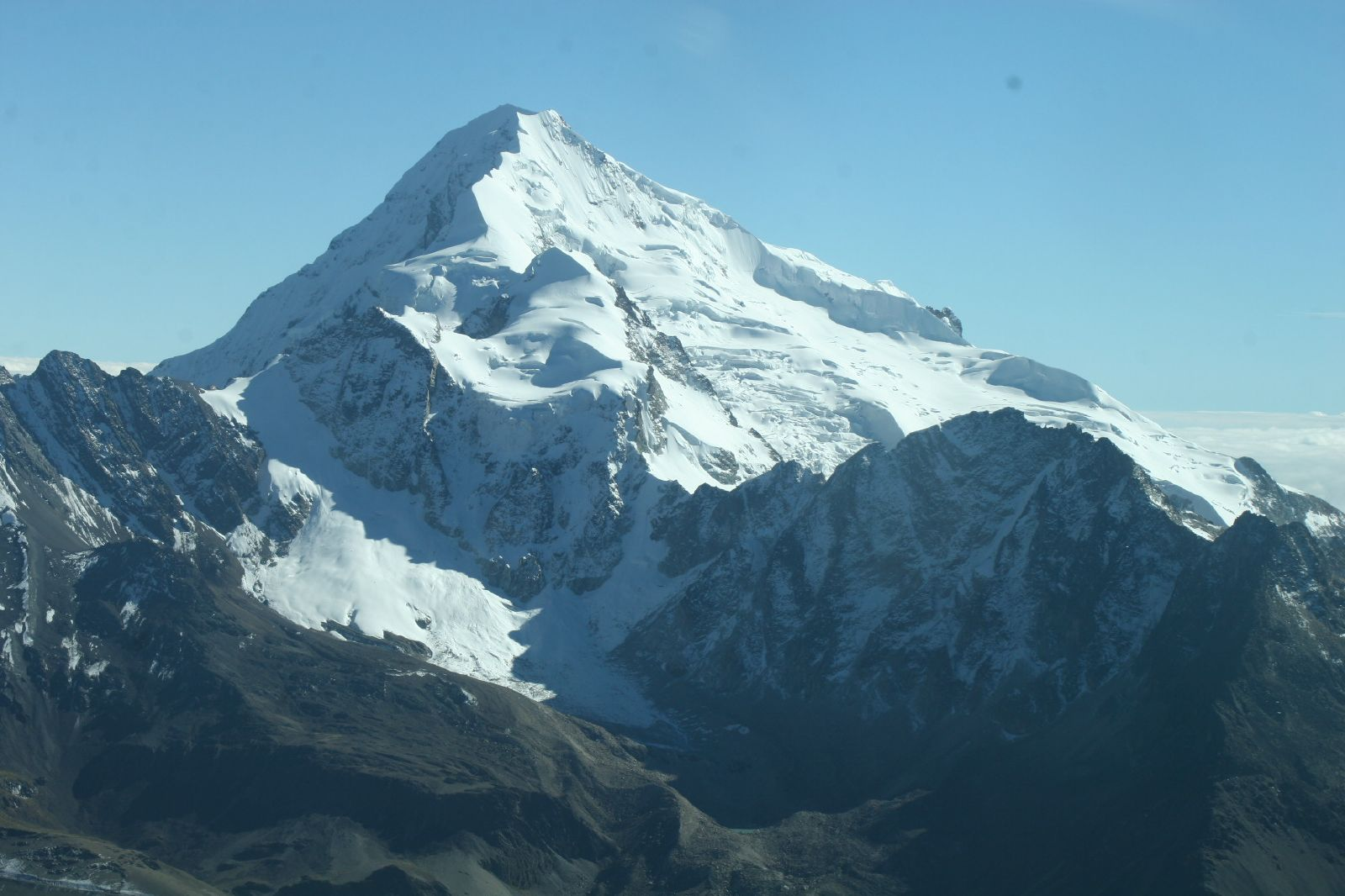
Huayna Potosí, en Bolivia, montaña a la ascendieron en 2015.

En Bolivia, chola es la denominación étnica que se refiere a las mujeres indígenas y mestizas. Se aplica a todas aquellas mujeres que utilizan vestimentas tradicionales, establecidas durante el proceso inicial de mestizaje.
El grupo boliviano de escaladoras perteneció al oficio de escaladoras de apoyo, quienes suelen tener entre 24 y 50 años, vivir en las ciudades bolivianas de El Alto y La Paz, y trabajar como cocineras en campamentos de montaña o porteadoras de los equipos de escaladores profesionales y guías de montaña, cargando entre 20 y 25 kg en la Cordillera de Los Andes.
En 2015, una decena de cholitas, lograron encumbrar el nevado Huayna Potosí  de 6.088 metros, ubicado a 25 km de La Paz. A partir de ese momento decidieron conquistar los picos más altos del país, formando el grupo de  Cholitas Escaladoras.
Los inicios no fueron fáciles, escalando alturas con poca preparación, ya que solo conocían lo que veían hacer a sus parejas, escaladores y turistas en las jornadas cotidianas de trabajo. Además, fueron criticadas por escaladores y guías al ser mujeres, aunque sí tuvieron el apoyo de sus parejas.
A partir de aquel momento escalaron varias montañas, todas superiores a los 6000 m s. n. m.. Después del pico Huayna Potosí alcanzaron el Acotango (6.050 metros), el Parinacota (6.350 metros) y el Pomarapi (6.650 metros).

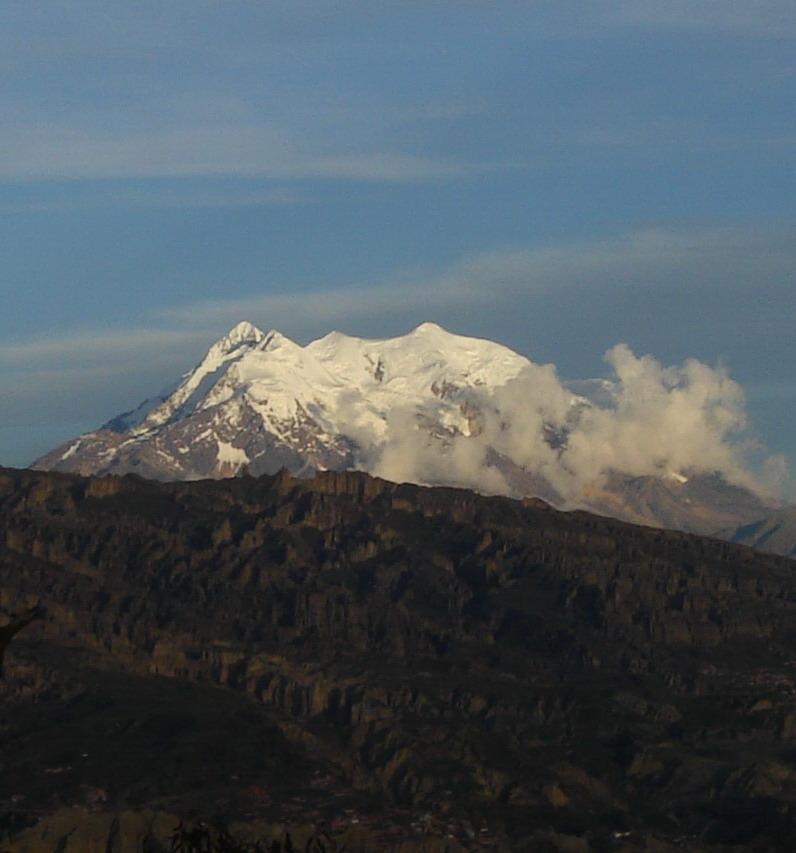
Illimani, montaña a la que el grupo ascendió en 2017.

A principios del 2017 lograron escalar el Illimani (6.462 metros), la montaña más emblemática del departamento de La Paz. Esta cumbre fue la más difícil para el grupo, empleando 3 días en alcanzarla. Después de esa experiencia dejó de ser solamente un pasatiempo ya que en el mes de junio empezaron a acompañar a grupos de turistas.

Durante las escaladas utilizan su vestimenta tradicional, con la denominada pollera. Los complementos de seguridad se los ponen para realizar la prácticaː botas, crampones, arnés, casco y cuerdas.
“Para hacer las cumbres no hemos dejado nuestra vestimenta porque es lo que siempre nos ha caracterizado. Tampoco podríamos dejarla. Hemos demostrado que las señoras de pollera, las cholitas, sí pueden subir con su propia ropa”.
El 23 de enero de 2019 lograron la proeza de alcanzar la cumbre más alta de su primera cumbre internacional en Argentina, alcanzando el Aconcagua (6.960, 8 metros) en Mendoza, la cumbre más alta del hemisferio occidental. Huayna Potosí.
Fueron condecoradas por el Ministerio de Culturas y Turismo de Bolivia por su hazaña. El documental Cholitas, realizado por Jaime Murciego, relata esta expedición.
En enero de 2023, las cholitas escaladoras del grupo Maya se convirtieron en colaboradoras de alto nivel del Programa Mundial de Alimentos.
En 2024 la vestimenta de las cholitas escaladoras fue exhibida en una muestra sobre la ropa de la chola en el Centro Cultural de España en La Paz. 